# Lauret (Eslida)
Lauret, Loret o l'Oret és un despoblat del terme municipal d'Eslida, a la comarca de la Plana Baixa, en plena Serra d'Espadà. D'origen musulmà, va ser una de les moltes alqueries que en aquella època es fundaren a la vall i a les muntanyes eslideres. A finals del segle xviii encara es coneixien les seues ruïnes.

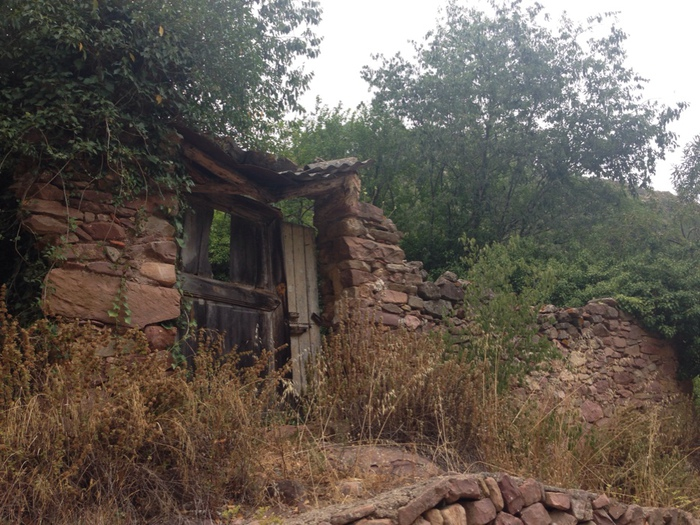
Corral de l'Oret d'Eslida, situat en la partida on va estar el lloc de Lauret

## Situació
Tot i que les seues restes no ens han arribat, degué estar situat a l'actual partida de l'Oret, dividida el dia de hui entre els termes d'Eslida i d'Aín, i no gaire lluny del cim anomenat Benialí, o pic de la Batalla, per haver tingut lloc allà virulents enfrontaments durant la revolta morisca de l'Espadà de l'any 1526.